# بیکر (فلوریدا)
بیکر (به انگلیسی: Baker) یک منطقهٔ مسکونی در ایالات متحده آمریکا است که در شهرستان اوکالوسا، فلوریدا واقع شده است. بیکر ۷٬۱۵۷ نفر جمعیت دارد.